# Galvanisme

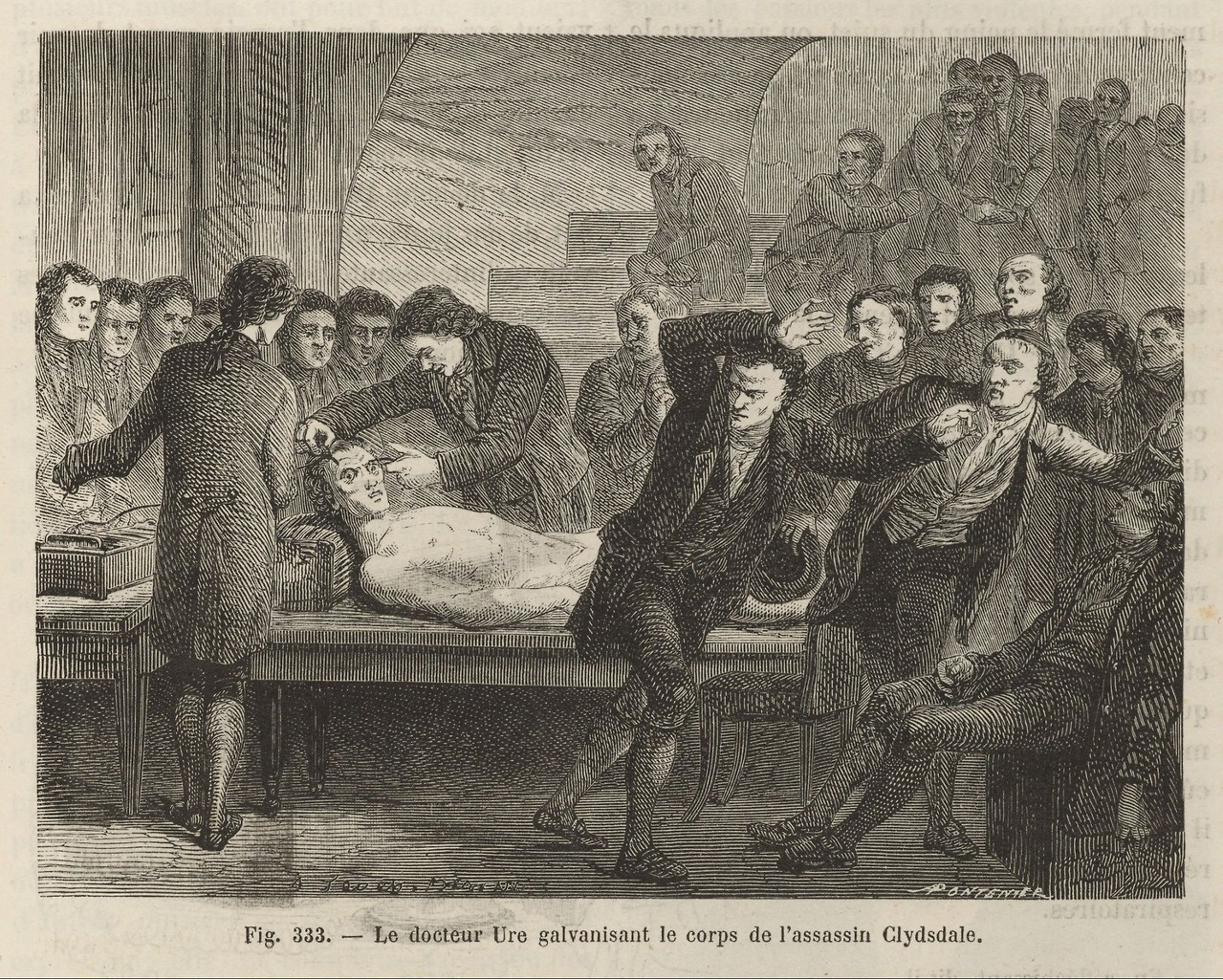
Le docteur Ure galvanisant le corps de l'assassin Clydsdale (L. Figuier, Les merveilles de la science, 1867).

En physique et chimie, le galvanisme  est le processus de création d'un courant électrique par réaction chimique d'oxydo-réduction, typiquement entre deux espèces chimiques de potentiels redox différents.
Le galvanisme fait référence à la contraction d'un muscle stimulé par un courant électrique, étudié par Luigi Galvani. Les expériences galvaniques ont suscité l'espoir d'identifier un phénomène électrique dans la force vitale. Par là, elles ont inspiré la littérature fantastique naissante et ont stimulé l'étude du vivant.

## Galvani et l'électricité animale

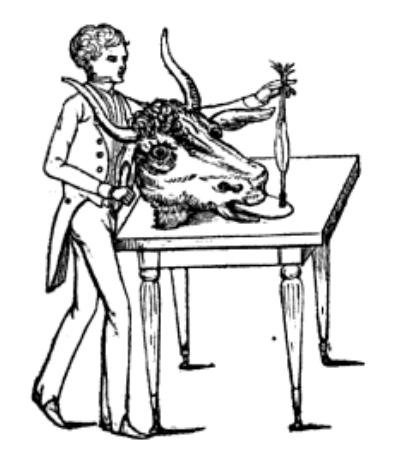
La « pile taurine » de Giovanni Aldini.

Cet effet fut nommé par Alessandro Volta d'après son contemporain, le scientifique Luigi Galvani, qui étudia l'effet de l'électricité sur des animaux disséqués dans les années 1780 et 1790.
Le 6 novembre 1780, le médecin et anatomiste italien Luigi Galvani découvrit par hasard la contraction réflexe, sous l'action d'électricité statique, de cuisses de grenouilles qu'il avait disséquées. Puis en 1786, il observa que les muscles d'une cuisse de grenouille se contractent quand elle est mise en contact avec des métaux, de la même manière que lorsqu'on la branche sur une machine électrostatique. Il découvrit que la réaction était plus forte quand il utilisait un instrument composé de deux métaux différents. Cette découverte déclencha d'intenses controverses au cours des décennies suivantes, Alessandro Volta n'hésitant pas à y voir une nouvelle branche de la physique qu'il appela « galvanisme », en hommage au savant qui l'avait fait connaître ; mais Galvani désignait simplement ce phénomène comme de l'électricité animale, qu'il regardait comme une nouvelle forme d'électricité. Il supposait donc que le métal libérait une énergie animale spécifique, présente dans les membres. Volta estimait au contraire que les contractions étaient dues à la libération, par contact avec des métaux conducteurs, d'un courant d'électricité stockée dans les tissus animaux ; qu'il n'y avait, en somme, qu'une seule forme d'électricité à considérer et qu'on pouvait électriser les cuisses de grenouilles par un métal. Même après que Volta eut donné son interprétation physique, l'idée d'une électricité animale demeura vivace pendant des décennies et fut ardemment défendue par un neveu de Galvani, Giovanni Aldini.
Les premières recherches sur le galvanisme furent favorisées par la bouteille de Leyde, forme primitive de condensateur inventée en 1746. Par expérimentation animale, on pouvait déclencher des contractions musculaires en reliant des muscles à cette bouteille par un fil de laiton. Ewald Georg von Kleist et Pieter van Musschenbroek avaient presque simultanément développé des variantes très simples à construire de la bouteille de Leyde : une bouteille remplie d'un liquide et de copeaux métalliques constitue un réservoir d'électricité qu'on peut charger avec une machine électrostatique. La connexion de la bouteille à un circuit peut ensuite créer des décharges suffisantes pour déclencher à volonté la contraction de muscles extraits par autopsie.

## Des tissus animaux électriques

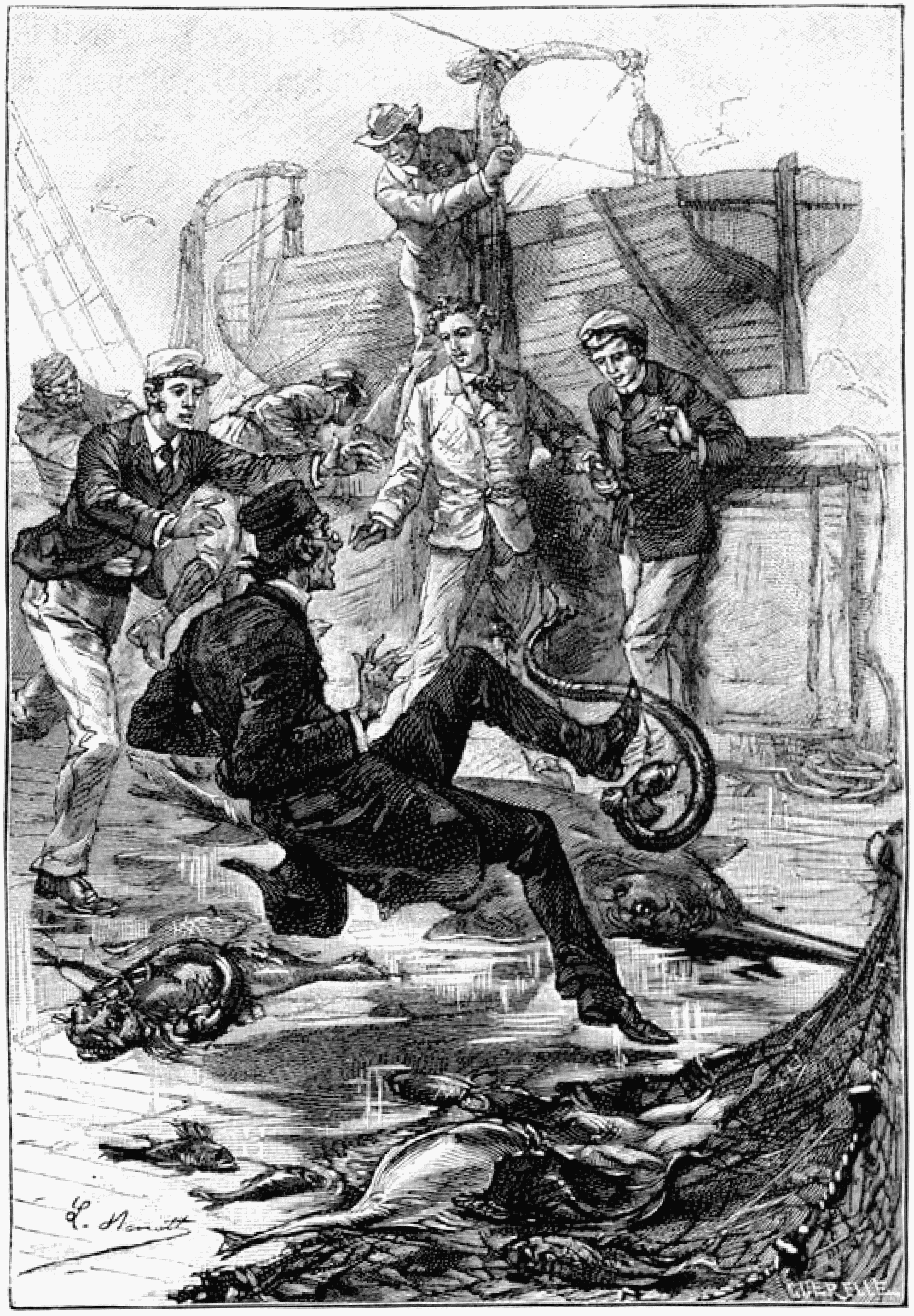
L’électricité animale a fasciné tout au long du XIXe siècle (ill. de « Bourses de voyage », roman de Jules Verne publié en 1903).

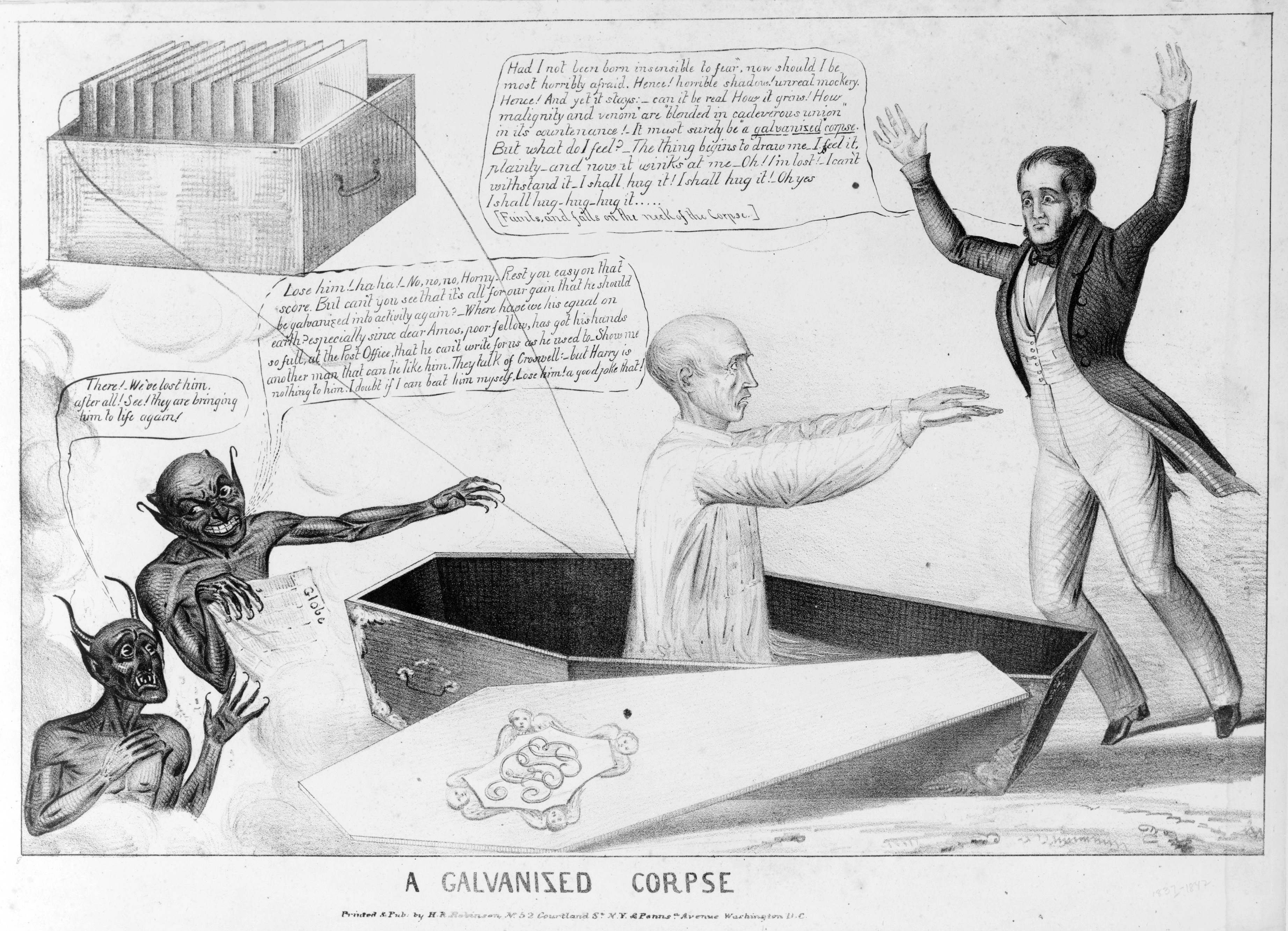
Caricature d'époque d'un mort galvanisé.

Les expériences galvaniques stimulèrent l'étude du vivant, comme la capacité qu'ont certains poissons d'envoyer une décharge électrique (« electroplax ») : l'élément de contexte le plus célèbre est l'intérêt d'Alexandre von Humboldt pour les anguilles électriques pendant son voyage aux Amériques. Dans son journal de voyage, Humboldt écrit : 

« Ces anguilles jaunâtres et livides, semblables à de grands serpens aquatiques, nagent à la surface de l'eau, et se pressent sous le ventre des chevaux et des mulets. [...] Les anguilles, étourdies du bruit, se défendent par la décharge réitérée de leurs batteries électriques : pendant long-temps elles ont l'air de remporter la victoire. [...] Je ne me souviens pas d'avoir jamais reçu, par la décharge d'une grande bouteille de Leyde, une commotion plus effrayante que celle que j'ai ressentie  en plaçant imprudemment les deux pieds sur un Gymnote que l'on venait de retirer de l'eau. Je fus affecté le reste du jour d'une vive douleur dans les genoux et presque dans toutes les jointures. »

— Alexandre von Humboldt, Voyage aux régions équinoxiales du Nouveau Continent: fait en 1799, 1800, 1801, 1803 et 1804.
Dès 1773, John Walsh, qui s'était intéressé aux gymnotes et torpilles, était parvenu à la conclusion que ces poissons, non seulement sont capables d'emmagasiner de l'électricité, mais aussi d'en produire. Galvani s'appuya sur ces nouvelles connaissances pour défendre l'existence d'une électricité animale spécifique. De son côté, Volta soulignait dans les Transactions of the Royal Society de 1800 l'analogie entre sa « pile électrique et les organes électriques naturels du Gymnote et de la Torpille ». Non seulement la pile de Volta relégua peu à peu la bouteille de Leyde de la pratique expérimentale, mais elle offrait à Volta un argument contre l'électricité animale. Il faut ici mentionner l’œuvre de Johann Wilhelm Ritter, qui à la fin du XVIIIe siècle fit d'importantes découvertes dans ce domaine. Sa « colonne à charge » est le premier authentique accumulateur, avec lequel il expérimenta sans relâche, y compris sur lui-même, au point d'y laisser sa vie,.
Indépendamment de la question du caractère singulier de l'électricité animale, l'excitabilité musculaire aussi bien que les décharges électriques de certaines espèces de poisson posait le problème des relations entre vie des organismes et électricité. Tout au long du XIXe siècle, plusieurs biologistes et philosophes ont considéré l'électricité comme une propriété distinguant l'animé de l'inanimé.

## Expériences sur des condamnés

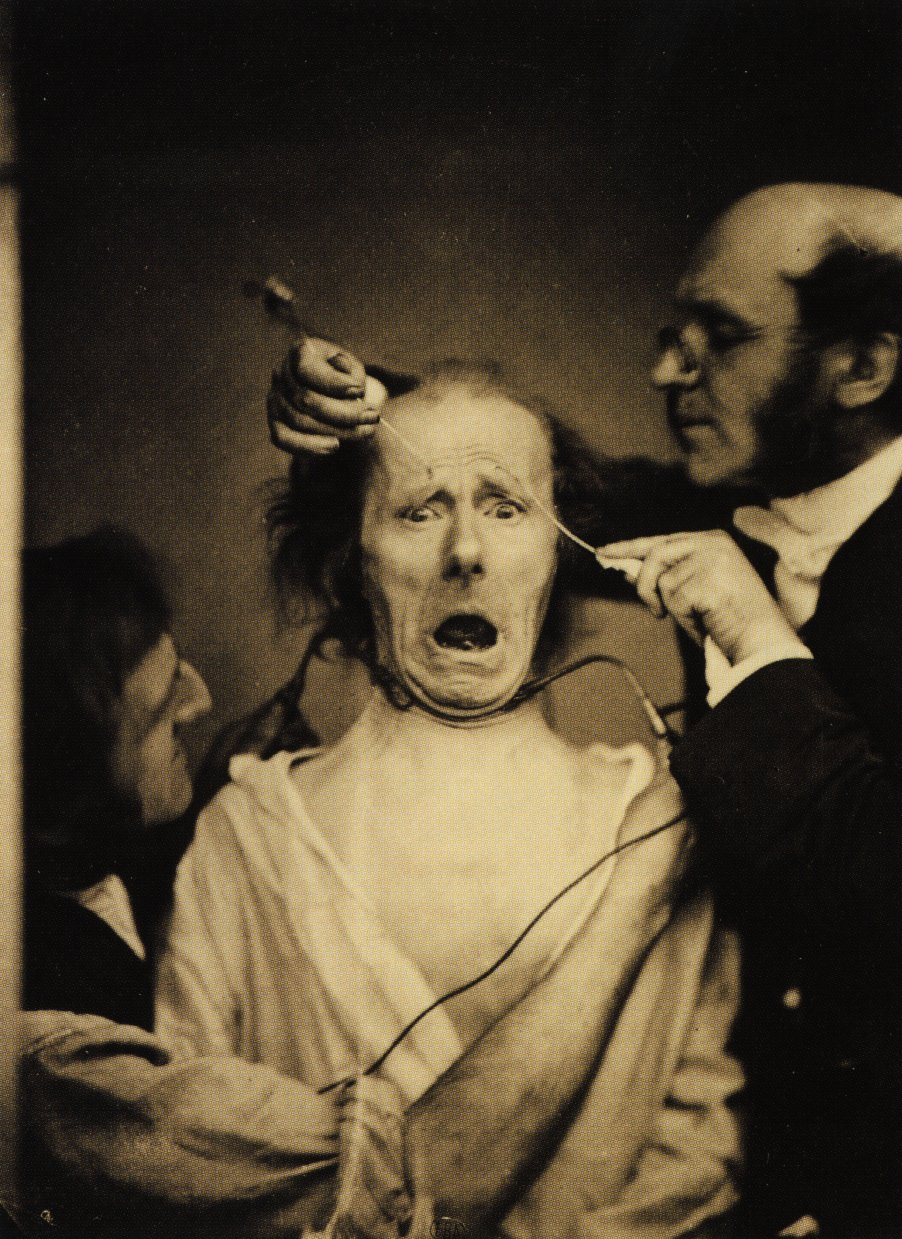
Contractions des muscles du visage provoquées chez un patient par l'application locale de courant galvanique par Guillaume Duchenne de Boulogne (1806-1875)

D'après l'historien de la médecine Michael Hagner la doctrine galvanique a considérablement évolué après l'introduction de la guillotine pendant la Révolution française. L'apparition de la guillotine déclencha une controverse sur la souffrance du condamné, et notamment sur la question de savoir combien de temps la conscience persiste chez une personne ainsi exécutée. Joseph-Ignace Guillotin avait affirmé : « Avec ma machine, je vous fais sauter la tête en un clin d’œil, et vous ne souffrez point. » Les méthodes galvaniques promettaient de démontrer la chose par voie expérimentale, et de lever tous les doutes sur l'intérêt moral de l'instrument.
On lit ceci dans un rapport d'enquête relatif à l'exécution d'un condamné à Mayence en 1803 : « Les hémisphères cérébraux ont été prélevés jusqu'au plus grand périmètre imprimé par la lame. On a posé l'anode contre l'un, la cathode contre l'autre, et on a chargé la grande bouteille. À la première impulsion, de fortes contractions se sont manifestées dans les muscles du nez, de la bouche et du dos. Au cours des impulsions suivantes, on a vu à plusieurs reprises des contractions des muscles de tout le visage . »
De telles observations ne se limitaient pas aux curieux de philosophie naturelle et de biologie : elles passionnaient l'opinion publique. Les médecins eux-mêmes n'hésitaient pas à recourir au galvanisme pour constater un décès. En 1819, Frankenstein, le roman de Mary Shelley, prend pour thème l'invocation galvanique d'un homuncule ; dans la préface à la troisième édition, elle écrit : « Peut-être parviendrait-on un jour à ranimer un cadavre. Le galvanisme portait à y croire. Peut-être serait-il possible de fabriquer les différentes parties d'un être, de les assembler et de leur insuffler la chaleur vitale. »
Mais les attaques morales se multipliaient contre la recherche galvanique : ainsi le médecin C.W. Hufeland avança-t-il que l'excitation électrique du cerveau d'une personne décapitée provoquait certainement des sensations, des états de conscience et des douleurs ; qu'il était immoral et contraire aux mœurs de martyriser ainsi un corps humain après la mort. Ce genre d'opinion aviva les critiques contre la  Guillotine : pour que l'exécution soit charitable, il aurait fallu une destruction instantanée du cerveau, car ce n'est qu'ainsi qu'on peut éviter un allongement des souffrances. En 1803, les expériences galvaniques sur les condamnés furent interdites en Prusse par Frédéric-Guillaume III.

## Portée pour l'épistémologie
Une question centrale pour la philosophie naturelle des XVIIIe et XIXe siècle était la nature du vivant : alors que les théories mécanistes prétendaient que la fonction biologique des organismes relève des lois physiques générales, les Vitalistes postulaient l'existence d'une force vitale, le plus souvent immatérielle, censée distinguer le vivant des corps inorganiques.
Les expériences galvaniques incitèrent la philosophie naturelle du Premier romantisme allemand à voir dans l'électricité une force vitale. Une telle doctrine, par ses correspondances romantiques, était à l'opposé du cartésianisme, tout en plongeant ses racines dans un Matérialisme organique, où la vie et l'esprit n'étaient plus entièrement détachés des processus physiques. C'est ainsi que Johann Jacob Wagner (1775–1841) expliqua que « toute pensée naît comme un processus galvanique, et ne doit donc pas être considérée dans son principe comme distincte des phénomènes matériels. » L'historien contemporain Dietrich von Engelhart a pu décrire le concept romantique d'unité de la Nature, du corps et de l’esprit contemporain du dédain pour le Mécanisme comme « Spiritualisation de la Nature et Naturalisation de l'Homme. »
Mais ce point de vue ne pouvait s'imposer à l’Idéalisme allemand et déjà au début du XIXe siècle, les chirurgiens Philipp Franz Walther et Joseph Görres postulent de nouveau le primat d'une âme immatérielle sur la matière. Pourtant l'électrophysiologie avait joué un rôle décisif dans la décomposition du vitalisme classique au milieu  du XIXe siècle ; et si J. P. Müller tenait toujours pour l’hypothèse de la force vitale, ses disciples  Emil Heinrich Du Bois-Reymond, Hermann Helmholtz et Carl Ludwig s'y opposaient franchement. Il y avait plusieurs raisons à l'effacement du vitalisme traditionnel, par exemple la première synthèse chimique d'une composé organique (l’urée) par Friedrich Wöhler, la formulation du Principe de conservation de l'énergie, la théorie de l'évolution ou enfin les premières données quantitatives de l'électrophysiologie.
Mais la réfutation des vitalismes ne se traduisit pas systématiquement par un réductionnisme de l’Esprit au corps. Du Bois-Reymond critiquait en particulier ce raccourci, proclamant : « Nous ignorons et ignorerons [longtemps] (Ignoramus et ignorabimus). » Les discussions autour des limites entre l'animé et l'inanimé se sont poursuivies avec la controverse du Matérialisme de Carl Vogt, Ludwig Büchner et Jakob Moleschott. Les nouvelles connaissances en biologie et en particulier en électrophysiologie déchaînèrent, tout au long du XIXe siècle, d'amères disputes sur la nature du vivant et sur les limitations de la connaissance scientifique.

## Naissance de l'électrophysiologie

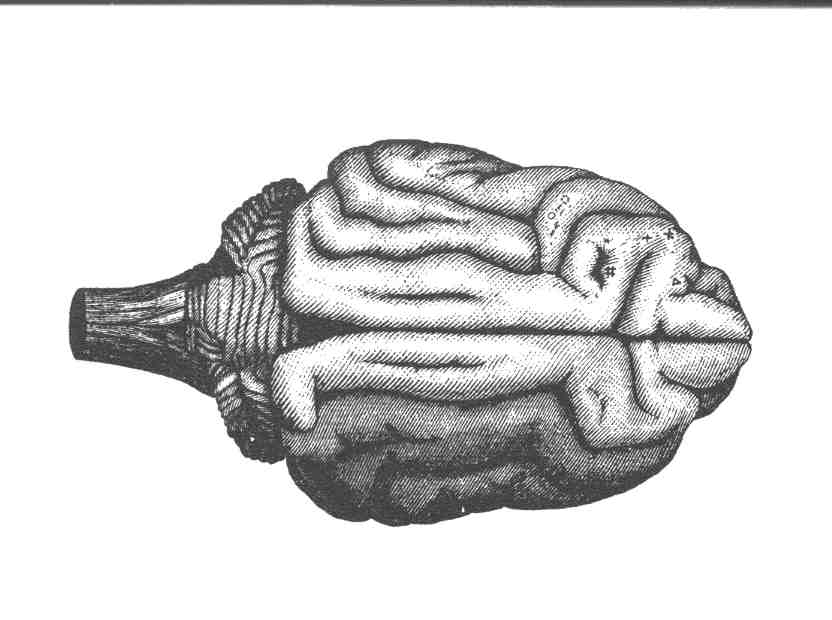
Représentation des centres moteurs d'une cervelle de chien, zonage par Hitzig et Fritsch.

La doctrine galvanique elle-même connut une espèce de résurrection vers le milieu du XIXe siècle avec les débuts hésitants de l'électrophysiologie expérimentale. C'est ainsi que le Pr. Du Bois-Reymond se félicitait d'avoir « accompli, lorsque je ne suis pas dérangé, le rêve séculaire du physicien et du physiologiste, de faire surgir une réalité vivante de l'unité du système nerveux et de l’Électricité, quoique leurs formes soient différentes. » Grâce à une meilleure méthode d’excitation et des instruments plus précis, il était en effet parvenu à détecter un courant électrique variable dans les contractions musculaires.
L'électrophysiologie reçut une nouvelle impulsion avec la description de l’excitabilité électrique du cerveau par Eduard Hitzig et Gustav Fritsch. On avait longtemps considéré le cerveau comme non-excitable : Humboldt avait constaté avec déception que l’excitation électrique du cerveau n'a aucune action mesurable. Mais en 1870 Hitzig et Fritsch décrivirent que « par injection de certains courants galvaniques dans la partie postérieure du cerveau, on obtient de légers mouvements oculaires qui, par leur nature, ne peuvent être déclenchés que par excitation directe de centres cérébraux. » Grâce à la vivisection, Hitzig und Fritsch purent dresser ainsi une topique des centres moteurs chez le Chien (cf. ill.). Ils ouvraient le crâne de l'animal et excitaient une à une les différentes zones de la cervelle. Ils purent ainsi montrer que l'excitation de certaines régions entraînent une réaction d'extrémités ou membres spécifiques, et qu'une petite modification du point d'application du courant s'accompagnait d'une modification de la réaction.
C'est ainsi que non seulement le Galvanisme ouvrit la voie à l’électrophysiologie, mais qu'il annonçait la neurologie fonctionnelle.